# Omega Music
Omega Music – pierwsza polska wytwórnia fonograficzna, wydająca płyty i kasety solistów i grup muzycznych, głównie z gatunku disco polo.

## Historia
Miała pod swoją opieką jeszcze trzy firmy: Tic-Tac, Łucka s.c. oraz Property&Music, należące do tego samego właściciela i mające siedzibę w Warszawie.
Powstała w 1990 roku w Żurominie. Jej założycielem był Zbigniew Retkowski, a dyrektorem Krzysztof Leśniewski. Działalność wydawniczą zakończyła w 2000 roku wskutek spadku popularności disco polo.
Początkowo wytwórnia działała półlegalnie, wydając kasety z miksami przebojów zagranicznych gwiazd muzyki tanecznej, m.in. 2 Unlimited, U96 i Blue System. Później z powodzeniem inwestowała w disco polo. Siostrzaną wytwórnią Omegi była firma Tic-Tac, która wydawała albumy z gatunku dance i pop, m.in. United, Thomas, U&I, Not For Boyz, Taboo i Zero.
W latach 1996–1998 Omega organizowała na stadionie miejskim w Żurominie Koncerty Gwiazd Disco Relax oraz odpowiadała za koncerty w Sali Kongresowej w Warszawie.
Właściciel firmy fonograficznej Zbigniew Retkowski ogłosił w czerwcu 2019 roku, że po dziewiętnastu latach nieobecności powraca  na polski rynek muzyczny wraz z pierwsza wytwórnią fonograficzną wydająca muzykę disco polo&dance założoną w 1990 roku z tą samą nazwą Omega Music wraz firmą siostrzaną Tic-Tac z nowymi oraz ze starymi zespołami muzyki disco polo&dance.

## Artyści związani z wydawnictwem
- Amadeo
- Cinzano
- Michał Gielniak
- Crazy Boys
- Magdalena Durecka
- Martini Boys
- Bohdan Smoleń
- Top One
- Don Vasyl & Roma
- Lech Stawski "KIS"
- Redox
- Shazza
- Holiday[1]
- Sisters
- Volare
- Krzysztof Krawczyk
- Aldona Dąbrowska (wydała solowy album)
- Cin Cin
- Vabank
- Alina Pszczółkowska
- Casablanca[2]
- Sławomir Świerzyński (wydał solowy album)
- Fanatic
- Akcent
- DJ.Wituś
- Kozacy FM
- Bayer Full
- Rytm
- The Dox
- Masters[3]
- Model MT
- Ex Problem
- Funky 5
- Boyz Attack
- Dance Factory
- Aquarium
- Orfeusz
- Ewa Skrzypek

## Katalog (niekompletny)

### 1991-1993 (nieoficjalne)

#### Kasety magnetofonowe
- 015 – Nirvana Bleach 1992
- 016 – Simply Red Stars 1992

### 1994-2000 (oficjalne)

#### Kasety magnetofonowe
- OMC 001 – Cinzano Pamiętasz Ewo 1994
- OMC 002 – Ambasador – Cza Cza Cza ! 1994
- OMC 004 – K&K Studio Singers Bravo Hits po polsku 1994
- OMC 005 – Polo Dance 1 1994
- OMC 006 – Masters Jasnowłosa Czarodziejka 1994
- OMC 008 – Gala Muzyki Chodnikowej 2 1994
- OMC 009 – Gala Muzyki Chodnikowej 3 1994
- OMC 011 – Wojtek Gęsicki Rozmowy 1994
- OMC 012 – Magda Durecka & K&K Studio Singers Magda Dance Omega Mix 1994
- OMC 013 – Casablanca Tylko Ty 1994
- OMC 023 – Casablanca Kochaj mnie 1994
- OMC 030 – Polo Dance 2 1994
- OMC 031 – Super Disco Domino vol. 1 1994
- OMC 040 – Fantastic Słodkie marzenia 1994
- OMC 041 – Romantic Songs Przeboje dla zakochanych 1994
- OMC 044 – Martini Boys Pierścionek na Twoim palcu 1994
- OMC 045 – Lorimar Lato z Agatą 1994
- OMC 046 – Alina Pszczółkowska & K&K Studio Singers Piosenki nasze i naszych przyjaciół 1994
- OMC 047 – Alina Pszczółkowska Kiedy wyśnię moje lato 1994
- OMC 050 – Przeboje Kibica 1994
- OMC 051 – K&K Studio Singers Bravo Hits vol. 26 1994
- OMC 052 – Bravo Romantic Songs 1994
- OMC 053 – Masters Czarne oczy 1994
- OMC 054 – Masters Hotelowe life 1994
- OMC 056 – K&K Studio Singers Bravo Mix vol. 1 1994
- OMC 057 – K&K Studio Singers Bravo Hits vol. 27 1994
- OMC 058 – K&K Studio Singers Bravo Maxi Dance Top 10 1994
- OMC 059 – Beatelmania Story Mega-Mix Takie same gitary – po polsku 1994
- OMC 060 – Acce of MegaBase Don't Turn Around 1994
- OMC 061 – K&K Studio Singers Top Hits Omega 1 1994
- OMC 062 – K&K Studio Singers Bravo Hits vol. 28 1994
- OMC 064 – Krzysztof Krawczyk Gdy nam śpiewał Elvis Presley 1994
- OMC 065 – K&K Studio Singers Bravo Hits vol. 29 1994
- OMC 066 – K&K Studio Singers Bravo Hits vol. 30 1994
- OMC 067 – Malajka 8 Je T'aime 1994
- OMC 068 – K&K Studio Singers Bravo Mix vol. 3 1994
- OMC 069 – K&K Studio Singers Bravo Hits vol. 31 1994
- OMC 070 – Bravo Exclusíve 1994
- OMC 071 – K&K Studio Singers Edyta – To nie ja (byłam Ewą) 1994
- OMC 072 – K&K Studio Singers Top Hits Omega vol. 2 1994
- OMC 073 – K&K Studio Singers Bravo Maxi Dance Top 10 vol. 2 1994
- OMC 074 – Paweł Stasiak Życzenia 1994
- OMC 077 – Krzysztof Krawczyk Mój koncert '94 1994
- OMC 082 – K&K Studio Singers Jolka Power Dance 1994
- OMC 083 – K&K Studio Singers Viva Tu vol. 1 1994
- OMC 084 – K&K Studio Singers Bravo Hits vol. 32 1994
- OMC 087 – K&K Studio Singers Bravo Mix vol. 4 1994
- OMC 088 – Party Dance White Christmas 1994
- OMC 089 – Party Dance Happy Christmas 1994
- OMC 090 – K&K Studio Singers Bravo Hits vol. 33 1995
- OMC 094 – Bravo Carnaval '95 1 1995
- OMC 096 – Floryda Dance Band Marianna – piosenki biesiadne 1995
- OMC 097 – Malajka Exclusiv '95 1995
- OMC 099 – Top Gun Róża 1994
- OMC 100 – Cinzano Kasia 1995
- OMC 101 – K&K Studio Singers Bravo Hits vol. 35 1995
- OMC 104 – K&K Studio Singers Bravo Hits vol. 36 1995
- OMC 106 – K&K Studio Singers Bravo Hits vol. 37 1995
- OMC 108 – Top Ten Budka z piwem 1995
- OMC 109 – Oktawa Daj mi całuska 1995
- OMC 110 – K&K Studio Singers Bravo Hits vol. 38 1995
- OMC 111 – K&K Studio Singers Bravo Hits vol. 39 1995
- OMC 114 – Imperium Hej dziewczyno 1995
- OMC 115 – Disco Polo 1 1995
- OMC 116 – Piosenki Biesiadne 2 1995
- OMC 117 – Amadeo Pszczółka Maja 1995
- OMC 118 – Amadeo Światowe beaty po polsku 1995
- OMC 119 – Amadeo New hity po polsku 1995
- OMC 120 – Sisters Kochaj mnie, kochaj 1995
- OMC 121 – Cinzano Megamix '95 1995
- OMC 122 – Redox Biznesmen 1995
- OMC 123 – Polo Dance Top – Kwiecień 1995
- OMC 124 – K&K Studio Singers Edyta 2 Jestem kobietą 1995
- OMC 126 – Top 10 Dance Machine 1 1995
- OMC 127 – Amadeo Za słońcem chcę iść 1995
- OMC 128 – Kis Lech Stawski Biała mewa 1995
- OMC 129 – Polo Dance Top – Maj 1995
- OMC 130 – K&K Studio Singers Bravo Hits vol. 40 1995
- OMC 131 – Bravo Hits vol. 11 – All Of The Best 1995
- OMC 132 – Fanatic Fanatic 5 ½ 1995
- OMC 133 – Polo Dance Top – Czerwiec 1995
- OMC 134 – Volare Piękna wróżka 1995
- OMC 135 – K&K Studio Singers Bravo Hits vol. 41 1995
- OMC 137 – Bodzio & hity 1995
- OMC 140 – Polo Dance Top – Lipiec 1995
- OMC 141 – Melody Cyganka 1995
- OMC 142 – Cyganos Jagódka 1995
- OMC 143 – Bayer Full & hity 1995
- OMC 145 – Polo Dance Top – Sierpień 1995
- OMC 146 – Corona The Rhythm of the Night 1995
- OMC 147 – Polo Dance Top 15 1995
- OMC 148 – Polo Dance Top Relax 1995
- OMC 149 – Malajka Exclusiv '95 2 1995
- OMC 150 – Polo Dance Top – Wrzesień 1995
- OMC 151 – Bohdan Smoleń Szalałeś, szalałeś 1995
- OMC 152 – Don Vasyl & Roma Cygańska dola 1995
- OMC 153 – O'Key Autostop 1995
- OMC 154 – Anart Wszystko Ci dam 1995
- OMC 155 – The Dox Taniec 1995
- OMC 156 – K&K Studio Singers Bravo Hits vol. 43 1995
- OMC 157 – Cinzano Pokochaj mnie 1995
- OMC 158 – Redox Życie kawalera 1995
- OMC 159 – Boy's Music Całuj 1995
- OMC 160 – Kis-Lech Stawski Jedna łza 1995
- OMC 161 – Manhattan Bolek i Lolek 1995
- OMC 162 – Polo Dance Top – Październik 1995
- OMC 164 – Bayer Full Złote przeboje 1995
- OMC 165 – Polo Dance Top Relax 2 1995
- OMC 166 – Amadeo J-23 1995
- OMC 167 – Polo Dance Top – Listopad 1995
- OMC 168 – Top One Freedom 1995
- OMC 169 – Polo Dance Top Relax 3 1995
- OMC 170 – Polo Dance Top – Grudzień 1995
- OMC 171 – Pro Dance vol. 1 1995
- OMC 174 – Wigilijne Życzenia 1995
- OMC 175 – Gwiazdy Disco Relax 1996
- OMC 176 – The best of Disco Relax 1996
- OMC 177 – Bodzio '96 & hity Ani be, ani me, ani kukuryku 1996
- OMC 178 – Polo Dance Top 12 vol. 2 1996
- OMC 179 – Polo Dance Hej cyganie 1996
- OMC 180 – Bayer Full Wszyscy Polacy to jedna rodzina Złote przeboje 1996
- OMC 181 – Don Vasyl & Roma Graj piękny cyganie 1996
- OMC 182 – Omega Dance 1996
- OMC 184 – Polo Dance Top 12 1996
- OMC 185 – Relax Maria Magdalena 1996
- OMC 186 – Volare Wspominając letni wieczór 1996
- OMC 187 – Cin Cin Czarne oczy 1996
- OMC 188 – Omega Megamix 1996
- OMC 189 – Gwiazdy Disco Relax 2 1996
- OMC 190 – Kis-Lech Stawski Pod księżycem 1996
- OMC 191 – Złote Hity 1996 1996
- OMC 193 – Mega Power Dance 1996
- OMC 194 – Kis-Lech Stawski Złote przeboje 1996
- OMC 195 – Bayer Full Serduszka Dwa Od wesela do wesela 1996
- OMC 197 – Top One & K.Martin & hity 1996
- OMC 199 – Sisters To dla Ciebie 1996
- OMC 200 – Polo Dance Top Relax 4 1996
- OMC 201 – Bodzio '96 & hity Amerykańska gra 1996
- OMC 202 – Amadeo Letni wiatr 1996
- OMC 203 – Malajka Exclusiv '96 1996
- OMC 204 – Redox Śmiej się mała 1996
- OMC 205 – Polo Dance Top wakacyjne hity 96 1996
- OMC 206 – Wakacyjne ballady 1996
- OMC 207 – Sławomir Świerzyński Kawalerski duch 1996
- OMC 208 – Bohdan Smoleń Widziały gały co brały 1996
- OMC 209 – Gwiazdy Disco Relax 3 1996
- OMC 210 – Falcon Studio Singers i K&K Studio Singers Bravo Summer Hits '96 1996
- OMC 211 – Krzysztof Krawczyk Złote przeboje 1996
- OMC 212 – Alicja Róża różyczka 1996
- OMC 212 – Alicja i Rafał Słoneczne marzenie 1996 (drugi raz ten sam nr katalogowy)
- OMC 213 – Falcon Studio Singers i K&K Studio Singers Bravo Summer Hits '96 2 1996
- OMC 214 – 100% Hity The Summer Edition 96 1996
- OMC 215 – Ewa Skrzypek Lalka 1996
- OMC 216 – K&K Studio Singers, Falcon Studio Singers i inni Bravo Summer Hits '96 3 1996
- OMC 217 – 100% Hity The Summer Edition 96 2 1996
- OMC 218 – O'Key Cyganeczka 1996
- OMC 219 – Manhattan Czerwone jagody 1996
- OMC 220 – Gwiazdy Disco Relax 4 1996
- OMC 222 – Omega Sopot Party '96 1996
- OMC 224 – Piosenki Biesiadne 3 1996
- OMC 225 – Omega Sopot Party '96 2 1996
- OMC 226 – Falcon Studio Singers, K&K Studio Singers i Laser Sound Studio Singers Bravo Hits The Ballads '96 1996
- OMC 227 – Bravo Hits The best of '96 vol. 1 1996
- OMC 228 – Kis Lech Stawski Biała mewo leć daleko 1996
- OMC 229 – 101% Hity 1996
- OMC 232 – Model M.T. Wspomnienia z wakacji 1996
- OMC 233 – Amadeo Gdy śliczna Panna 1996
- OMC 234 – Bayer Full Złote Hity Serca Dwa 1996
- OMC 235 – Michał Gielniak 19 miał lat 1996
- OMC 236 – Omega Sopot Party '96 3 1996
- OMC 237 – Bravo Winter Hits '96 vol. 5 1996
- OMC 238 – Aldona Dąbrowska Czy pamiętasz... 1996
- OMC 239 – Bravo Hits All Of The Best 1996
- OMC 240 – Bravo Hits The best of '96 vol. 2 1996
- OMC 241 – Wesołych Świąt 1996
- OMC 242 – Omega Sopor Party '96 4 1996
- OMC 243 – Złote przeboje Disco Relax 1997
- OMC 244 – Bravo Hits 1997
- OMC 245 – 100% Disco Polo '97 1997
- OMC 246 – Bohdan Smoleń Złote przeboje 1997
- OMC 247 – Krzysztof Krawczyk Arrivederci moja dziewczyno 1997
- OMC 248 – Amadeo Golden Hits '97 1997
- OMC 250 – Michał Gielniak & Hity 1997
- OMC 251 – Disco Polo Biesiada '97 1997
- OMC 252 – 100% Disco Polo '97 vol. 2 1997
- OMC 253 – Magda Durecka W moim sercu gra muzyka 1997
- OMC 255 – Akcent Oczarowałaś mnie 1997
- OMC 257 – Omega Sopot Party '96 5 1997
- OMC 258 – Top 20 '97 1997
- OMC 259 – DJ Wituś Rączki dwie 1997
- OMC 260 – Redox Nasze dni 1997
- OMC 261 – Bravo Hits The best of '97 vol. 1 1997
- OMC 262 – Don Vasyl & Roma Ewo, Ewo ukochana 1997
- OMC 263 – DJ Wituś & hity 1997
- OMC 264 – The Dox Karolina 1997
- OMC 265 – Vabank Disco Lady 1997
- OMC 266 – Cinzano Julia 1997
- OMC 267 – Top 20 '97 vol. 2 1997
- OMC 268 – Kozacy FM Kozacy FM 1997
- OMC 269 – Seweryn Kraina Szczęścia 1997
- OMC 270 – Lato '97 Letnie hiciory 1997
- OMC 272 – Power Kids Spokojny sen 1997
- OMC 273 – Smerfowe czapeczki 1997
- OMC 274 – Coco Loco & hity 1997
- OMC 275 – Letnie zawroty głowy 1997
- OMC 276 – Top 20 '97 vol. 3 1997
- OMC 277 – Radiowe przeboje lata '97 1997
- OMC 278 – Wakacyjne Disco Relax 1997
- OMC 279 – Lato z przebojem '97 1997
- OMC 280 – Kozacy FM ...co gdyby nie fanki 1997
- OMC 281 – 100% Disco Polo Dance Słoneczne hity 1997
- OMC 282 – Michał Gielniak Moja droga ja Cię kocham 1997
- OMC 283 – DJ Wituś Gorące wakacje 1997
- OMC 284 – Lato z Disco Relax 1997
- OMC 284 – Artyści z pomocą dla Powodzian 1997 (drugi raz ten sam nr katalogowy)
- OMC 287 – Orfeusz Nie mów mi do widzenia 1997
- OMC 289 – Top 20 '97 vol. 4 1997
- OMC 291 – Orfeusz, Michał Gielniak & hity 1997
- OMC 292 – Don Vasyl & Roma The best of 1997
- OMC 293 – Kis Lech Stawski The best of 1997
- OMC 294 – Bayer Full The best of Bayer Full 1997
- OMC 297 – Zimowe przeboje 1997
- OMC 298 – Disco Relax Gala '98 1998
- OMC 300 – Klasyka Disco Polo Dance 1 1998
- OMC 301 – Klasyka Disco Polo Dance 2 1998
- OMC 302 – Klasyka Disco Polo Dance 3 1998
- OMC 303 – Klasyka Disco Polo Dance 4 1998
- OMC 306 – Boysbandy '98 Mega Hity 1998
- OMC 309 – Top One Ye, O! 1998
- OMC 310 – Funky 5 Nie chcę czekać dłużej 1998
- OMC 311 – Piosenki Biesiadne 4 – Białe róże 1998
- OMC 312 – Fanatic Tak Cię pragnę 1998
- OMC 313 – Boysbandy '98 Mega Hity 2 1998
- OMC 314 – Girls & Boysbandy '98 1998
- OMC 315 – Orfeusz Proszę wróć 1998
- OMC 316 – Rytm Tańcz i śpiewaj 1998
- OMC 318 – Hoop Dance Viva '98 1998
- OMC 319 – Złote Hity Czterdziestolatków 1998
- OMC 320 – Disco Relax Gala '98 1998
- OMC 321 – Disco Relax Gala '98 vol. 2 1998
- OMC 322 – Złote Hity Czterdziestolatków vol. 2 1998
- OMC 323 – Słoneczne przeboje – Idźcie na całość 1998
- OMC 324 – Boyz Attack Jesteś moim snem 1998
- OMC 325 – Don Vasyl & Roma Cygańska biesiada 1998
- OMC 327 – Słoneczne Top 10 1998
- OMC 328 – Dance Factory Pomaluj mój świat 1998
- OMC 331 – The best of Disco Polo vol. 2 1998
- OMC 333 – Hit za hitem 1998
- OMC 337 – Złote Hity Czterdziestolatków vol. 3 1998
- OMC 340 – Aquarium Superman 1998
- OMC 342 – Maryna Niech gra orkiestra 1998
- OMC 343 – Michał Gielniak Złote przeboje 1998
- OMC 348 – Tanga i Walce – Od wesela do wesela 1998
- OMC 349 – Krzysztof Krawczyk Gold & Sax 1998
- OMC 350 – DJ Wituś On zimny, ona gorąca Piosenki biesiadne 1998
- OMC 353 – Piosenki Biesiadne 5 1998
- OMC 463 – Super Disco Domino 24
- MC 004 – K. Martin Kilka krótkich snów 1995
- MC 777-7 – Shazza Tak blisko nieba 1997

#### Płyty kompaktowe
- CD 0-01 – Krzysztof Krawczyk Gdy nam śpiewał Elvis Presley 1994
- CD 0-002 – Floryda Dance Band Piosenki biesiadne 1994
- CD 0-003 – K&K Studio Singers Bravo Hits – Przeboje dziesięciolecia 1994
- CD 0-004 – K&K Studio Singers Bravo Hits po polsku 1994
- CD 0-005 – Casablanca Hello Dolly 1994
- CD 0-006 – Cinzano Tańcz i śpiewaj 1995
- CD 0-007 – Falcon Studio Singers Bravo Omega Mix Carnival '95 1995 (na przedniej okładce / w logo tytułu albumu napis "carnaval")
- CD 0-009 – Cinzano Mega Mix '95 1995
- CD 0-010 – Alina Pszczółkowska Trochę żal szalonych lat 1994
- CD 0-013 – Floryda Dance Band Jambalayca 1994
- CD 0-014 – Przeboje kibica 1994
- CD 0-016 – Krzysztof Krawczyk i weselni goście 1994
- CD 0-019 – Polo Dance 1994
- CD 0-020 – Masterboy Different Dreams 1994
- CD 0-021 – Urszula Sipińska Białe święta 1994
- CD 0-023 – Paweł Stasiak Życzenia 1994
- CD 0-024 – K&K Studio Singers Edyta – To nie ja (byłam Ewą) 1995
- CD 0-025 – Falcon Studio Singers Bravo Hits 1995 1995
- CD 0-026 – K&K Studio Singers Bravo Hits – Przeboje dziesięciolecia – część 2 1995
- CD 0-028 – Falcon Studio Singers i K&K Studio Singers Bravo Hits vol. 9 1995
- CD 0-029 – K&K Studio Singers ABBA po polsku – Exclusive '95 1995
- CD 0-031 – Magdalena Durecka Best of Magda 1995
- CD 0-032 – Bravo Hits vol. 10 1995
- CD 0-033 – Disco polo vol. 1 1995
- CD 0-036 – K&K Studio Singers Przeboje dziesięciolecia 1995
- CD 0-037 – Imperium Hej, dziewczyno 1995
- CD 0-038 – Romantyczne disco polo 1995
- CD 0-039 – Amadeo Pszczółka Maja 1995
- CD 0-040 – Floryda Dance Band Piosenki biesiadne 2 1995
- CD 0-042 – Kis-Lech Stawski Biała mewa 1995
- CD 0-043 – Bodzio & Hity 1995
- CD 0-044 – Amadeo Światowe beaty po polsku 1995
- CD 0-045 – Amadeo New hity po polsku 1995
- CD 0-047 – Amadeo Amadeo 1995 (maxisingiel)
- CD 0-048 – Polo Dance Top – Złotowłosa Anna 1995
- CD 0-049 – Polo Dance Top 15 1995
- CD 0-050 – Polo Dance Top Relax 1995
- CD 0-051 – Redox Biznesmen 1995
- CD 0-052 – Don Vasyl i Roma Złote przeboje 1995
- CD 0-054 – Bohdan Smoleń Szalałeś, szalałeś 1995
- CD 0-055 – Polo Dance Top Relax vol. 2 1995
- CD 0-056 – Bayer Full Złote przeboje 1995
- CD 0-057 – Amadeo J-23 1995
- CD 0-058 – Krzysztof Krawczyk Gdy nam śpiewał Elvis Presley vol. 2 1995
- CD 0-060 – Polo Dance Top 1996 – Serca dwa 1995
- CD 0-061 – Polo Dance Top Relax 1996 vol. 3 1995
- CD 0-062 – Gwiazdy Disco Relax 1996
- CD 0-063 – The Best of Disco Relax 1996
- CD 0-064 – Polo Dance Top 1996 – Biznesmen 1996
- CD 0-065 – Omega Dance 1996
- CD 0-066 – Kis-Lech Stawski Złote przeboje 1996
- CD 0-067 – Kis-Lech Stawski Pod księżycem 1996
- CD 0-068 – Don Vasyl i Roma Graj, piękny Cyganie 1996
- CD 0-069 – Bodzio '96 & Hity – Ani be, ani me, ani kukuryku 1996
- CD 0-070 – Bayer Full Wszyscy Polacy to jedna rodzina – Złote przeboje 1996
- CD 0-071 – Omega Megamix 1996
- CD 0-073 – Disco Polo Dance 19986
- CD 0-074 – Gwiazdy Disco Relax 2 1996
- CD 0-075 – Mega Power Dance 1996
- CD 0-076 – Bayer Full Od wesela do wesela – serduszka dwa 1996
- CD 0-077 – Top One & K. Martin & Hity 1996
- CD 0-078 – 100% hity 1996
- CD 0-081 – Sisters To dla Ciebie 1996
- CD 0-082 – Bodzio '96 & Hity – Amerykańska gra 1996
- CD 0-083 – Amadeo Letni wiatr 1996 (maxisingiel)
- CD 0-084 – Ewa Skrzypek Lalka 1996
- CD 0-086 – Model MT Wspomnienia z wakacji 1996
- CD 0-087 – Bohdan Smoleń Widziały gały co brały 1996
- CD 0-088 – Gwiazdy Disco Relax 3 1996
- CD 0-089 – Krzysztof Krawczyk Złote przeboje 1996
- CD 0-090 – Gwiazdy Disco Relax 4 1996
- CD 0-091 – Amadeo Gdy śliczna Panna 1996
- CD 0-092 – Floryda Dance Band Piosenki biesiadne 3 1996
- CD 0-095 – The Best of Omega Sopot Party '96 1996
- CD 0-096 – Michał Gielniak 19 miał lat 1996
- CD 0-098 – Aldona Dąbrowska Czy pamiętasz... 1996 (maxisingiel)
- CD 0-100 – Aldona Dąbrowska Czy pamiętasz... 1996
- CD 0-101 – The Best of Omega Sopot Party '96 2 1996
- CD 0-102 – Michał Gielniak 19 miał lat / To właśnie dzisiaj 1996 (singiel)
- CD 0-103 – The Best of Omega Sopot Party '96 3 1996
- CD 0-104 – Bohdan Smoleń Złote przeboje 1997
- CD 0-105 – Krzysztof Krawczyk Arrivederci, moja dziewczyno 1997
- CD 0-106 – Amadeo Golden Hits '97 1997
- CD 0-107 – Magdalena Durecka W moim sercu gra muzyka 1997
- CD 0-108 – 100% Disco Polo 1997
- CD 0-109 – 100% Disco Polo 2 1997
- CD 0-110 – Disco Polo Biesiada '97 1997
- CD 0-112 – Ewa Skrzypek Jeszcze z Tobą zatańczę / Przytulanka 1997 (singiel)
- CD 0-113 – Magdalena Durecka W takiej chwili / W moim sercu gra muzyka 1997 (singiel)
- CD 0-114 – Akcent Oczarowałaś mnie 1997
- CD 0-116 – Omega Sopot Party 4 1997
- CD 0-117 – DJ Wituś Rączki dwie 1997
- CD 0-119 – Top 20 '97 1997
- CD 0-120 – Kozacy FM Julia 1997 (maxisingiel)
- CD 0-121 – Lato '97 Letnie hiciory 1997
- CD 0-122 – DJ Wituś i hity 1997
- CD 0-123 – Top 20 '97 vol. 2 1997
- CD 0-124 – Letnie zawroty głowy 1997
- CD 0-125 – Coco Loco i hity 1997
- CD 0-126 – Top 20 '97 vol. 3 1997
- CD 0-127 – Radiowe przeboje lata '97 1997
- CD 0-128 – Wakacyjne Disco Relax 1997
- CD 0-129 – Kozacy FM '...co gdyby nie fanki 1997
- CD 0-130 – Artyści z pomocą dla powodzian 1997
- CD 0-131 – Orfeusz Nie mów mi do widzenia 1997
- CD 0-132 – Michał Gielniak Moja droga ja Cię kocham 1997
- CD 0-133 – DJ Wituś Gorące wakacje 1997
- CD 0-138 – Sopot Molo Festiwal '97 1997
- CD 0-139 – Don Vasyl i Roma The best of 1997
- CD 0-140 – Bayer Full The best of Bayer Full 1997
- CD 0-141 – Disco Relax Gala '98 1998
- CD 0-142 – Boysbandy '98 Mega Hity 1998
- CD 0-143 – Krzysztof Krawczyk Złote przeboje 1976-1998 1998
- CD 0-144 – Funky 5 Nie chcę czekać dłużej 1998
- CD 0-145 – Boysbandy '98 Mega Hity 2 1998
- CD 0-146 – Popcron Summer Hits 1998
- CD 0-147 – Fanatic Tak Cię pragnę 1998
- CD 0-148 – Girls- i Boysbandy '98 1998
- CD 0-149 – Orfeusz Proszę, wróć 1998
- CD 0-151 – Hoop Dance Viva '98 1998
- CD 0-152 – Lato z radiem i przebojem 1998
- CD 0-160 – Michał Gielniak Złote przeboje 1998
- CD 0-163 – DJ Wituś On zimny, ona gorąca (piosenki biesiadne) 1998
- CD 0-167 – Bayer Full Od wesela do biesiady 1998
- CD 777-7 – Shazza Tak blisko nieba 1997

#### Kasety VHS
- OMC V 101 – Polo Dance Top 1 – Pszczółka Maja 1995
- Gwiazdy Disco Relax
- Gwiazdy Disco Relax – Żuromin 96
- Bodzio & Hity 96